# Mehdi Mohammadi
Mehdi Mohammadi (en persa: مهدی محمدی‎) (Kermán, 10 de octubre de 1952 - Kermán, 7 de septiembre de 2013) fue un entrenador y jugador de fútbol profesional iraní que jugaba en la demarcación de defensa.

## Biografía
Mehdi Mohammadi debutó como futbolista profesional en 1973 a los 21 años de edad con el Rah Ahan Sorinet FC, equipo iraní en el que permaneció hasta la fecha de su retiro en 1980 con 28 años de edad. Tras retirarse como futbolista, ya en 1998, fue fichado por el Mes Kerman FC como entrenador del equipo juvenil. En la siguiente temporada fue ascendido a segundo entrenador, y tras diez años fue elegido para dirigir al primer equipo durante una temporada. Posteriormente fue relegado a segundo entrenador durante otras tres temporadas más antes de volver al cargo como primer entrenador durante otra temporada.
Mehdi Mohammadi falleció el 7 de septiembre de 2013 a los 60 años de edad tras sufrir un ictus.

## Clubes

### Como futbolista
| Club                | País | Año       |
| ------------------- | ---- | --------- |
| Rah Ahan Sorinet FC | Irán | 1973-1980 |

### Como entrenador
| Club                               | País | Año       |
| ---------------------------------- | ---- | --------- |
| Mes Kerman FC (entrenador juvenil) | Irán | 1998-1999 |
| Mes Kerman FC (segundo entrenador) | Irán | 1999-2009 |
| Mes Kerman FC                      | Irán | 2009      |
| Mes Kerman FC (segundo entrenador) | Irán | 2009-2012 |
| Mes Kerman FC                      | Irán | 2012-2013 |
| Mes Kerman FC (segundo entrenador) | Irán | 2013      |